# Donker franjekelkje
Het donker franjekelkje (Dematioscypha dematiicola) is een schimmel behorend tot de familie Hyaloscyphaceae. Het komt voor op loofhout (els).

## Kenmerken
Het hymenium is bleekgrijs. De sporen zijn (5)6(7) x 2-3 micron lang.

## Verspreiding
In Nederland komt het donker franjekelkje zeldzaam voor.